# Junta hidráulica
La junta hidráulica es un elemento mecánico utilizado en la construcción de microtúneles (microtunnelling) con tubos de concreto armado. La junta hidráulica permite la transmisión en forma homogénea de la fuerza de avance de un tubo a otro dado que funciona en forma pasiva bajo el principio de los recipientes comunicantes. Entre las aportaciones de la junta hidráulica para microtúneles se encuentra una mayor facilidad para efectuar microtúneles curvilíneos.
La junta hidráulica fue desarrollada en Suiza por el Dr. Stefan Trümpi entre 2001 y 2004 en el Instituto Politécnico Federal de Zúrich.
La junta hidráulica fue por primera vez aplicada en un proyecto de tubería de canalización bajo la calle Hardstrasse, en la ciudad de Zürich en diciembre del 2005. Desde entonces se ha extendido su utilización a la construcción de microtúneles en Alemania (2007), Hungría (2007) y Rusia (2008).
Dado que se trata de un desarrollo tecnológico patentado, la junta hidráulica es distribuida en forma exclusiva por la empresa Jackcontrol, creada en diciembre del 2004 por el Dr. Stefan Trümpi.
- Datos: Q5956570